# チャールズ・コーンウォリス (第2代コーンウォリス侯爵)
第2代コーンウォリス侯爵チャールズ・コーンウォリス（Charles Cornwallis, 2nd Marquess Cornwallis、1774年10月19日 – 1823年8月9日）は、イギリスの貴族、トーリー党の政治家。1795年から1805年まで庶民院議員を、1807年から1823年までバックハウンド管理長官を務めた。爵位継承以前はブローム子爵の儀礼称号を使用した。

## 生涯
初代コーンウォリス侯爵チャールズ・コーンウォリスと妻ジェマイマ・タリケンズ（Jemima Tulikens、1779年4月15日没、ジェームズ・ジョーンズの娘）の息子として、1774年10月19日にサフォーク州カルフォードで生まれた。1783年ごろから1784年まで、1786年から1789年までイートン・カレッジで教育を受けた後、1792年に大陸ヨーロッパを旅行して、同年10月2日にケンブリッジ大学セント・ジョンズ・カレッジに入学、1795年にM.A.の学位を修得した。1794年にも大陸ヨーロッパを旅行した。
第2代コーンウォリス侯爵の父はイギリス陸軍の軍人だったが、陸軍が「長年の苦悩と、その引き換えに数時の喜び」をもたらしたとして、息子にも同じ道を歩ませようと考えなかった。そのうえ、2代侯爵は病弱であり、大学入学前のヨーロッパ旅行でドイツに立ち寄ったときもドイツで陸軍アカデミーに入学できなかった。
1795年に成人すると、同年11月にコーンウォリス家の懐中選挙区であるアイ選挙区の補欠選挙に出馬して、無投票で庶民院議員に当選した。1796年6月の総選挙では父の意向によりサフォーク選挙区に鞍替えした。サフォークでは1790年の総選挙で選挙戦が戦われたが、候補者3名のうち1人が1791年に死去し、1人が叙爵により不出馬の予定であり、初代侯爵は有力候補の不在という隙をついて息子を出馬させた。地方のジェントリ層は貴族の成人したばかりの息子ではなく同じジェントリ層を選ぶ傾向があり、第2代準男爵サー・ウィリアム・ローリーはこの傾向を利用して出馬を検討したが、ローリーがホイッグ党に属したため、このときは説得されて立候補を諦め、ブローム子爵が無投票で当選した。ローリーは1802年イギリス総選挙にも出馬せず、ブローム子爵は無投票で再選した。1802年から1823年に死去するまでウェスト・サフォーク民兵隊隊長を務めた。
庶民院では第1次小ピット内閣支持を期待されたが、ブローム子爵はロンドンより郊外での生活を好み、議会演説の記録もなかった。採決では1798年1月に小ピットの所得税法案に賛成、1805年4月に初代メルヴィル子爵ヘンリー・ダンダスの弾劾に反対した。このほか、アイルランド総督を務める父のもと（ダブリン）を訪れ、フランス革命戦争の休戦協定が締結された後の1801年11月に父とともにフランス統領政府を訪れ、ナポレオン・ボナパルトに会った。この時期の首相ヘンリー・アディントンは初代侯爵にブローム子爵の官職就任を約束したが、官職の空きがなく、民兵隊隊長の職しか与えられなかった。その後、1804年に成立した第2次小ピット内閣を支持した。
1805年10月5日に父が死去すると、コーンウォリス侯爵位を継承した。1807年から1823年に死去するまでバックハウンド管理長官を務めた。
晩年に病気療養で大陸ヨーロッパに向かおうとしたが、実現する前の1823年8月9日にオールド・バーリントン・ストリートにある自宅で死去、サフォーク州カルフォードで埋葬された。妻との間で息子をもうけず、コーンウォリス侯爵位は廃絶、従属爵位のコーンウォリス伯爵位は叔父ジェームズが継承した。

## 家族
1797年4月17日、ルイーザ・ゴードン（Louisa Gordon、1776年12月27日 – 1850年12月5日、第4代ゴードン公爵アレグザンダー・ゴードンの娘）と結婚、5女をもうけた。
- ジェーン（1798年10月5日 – 1856年9月23日） - 1819年5月13日、第3代ブレイブルック男爵リチャード・グリフィン（英語版）と結婚、子供あり[8]
- ルイーザ（1801年2月24日 – 1872年7月18日[7]）
- ジェマイマ（1803年12月24日 – 1856年7月2日） - 1824年9月2日、第3代セント・ジャーマンズ伯爵エドワード・エリオット（英語版）と結婚、子供あり[9]
- メアリー（1804年11月17日 – 1872年8月12日） - 1825年4月7日、チャールズ・ロス（英語版）と結婚[7]
- エリザベス（1807年1月16日 – 1874年以降[7]）

結婚にあたり、ゴードン公爵夫人にゴードン家の精神疾患への怖れを述べたところ、公爵夫人ジェーンは「ルイーザにはゴードン家の血が一滴も流れていない」とブローム子爵を安心させたという。